# Carinoclypeus creameri
Carinoclypeus creameri är en tvåvingeart som beskrevs av Carroll William Dodge 1965. Carinoclypeus creameri ingår i släktet Carinoclypeus och familjen köttflugor.
Artens utbredningsområde är Bahamas. Inga underarter finns listade i Catalogue of Life.